# Ердовец
Ердовец је насељено место у саставу града Крижеваца у Копривничко-крижевачкој жупанији, Република Хрватска.

## Историја
До територијалне реорганизације у Хрватској налазио се у саставу бивше велике општине Крижевци.

## Становништво
На попису становништва 2011. године, Ердовец је имао 207 становника.

## Попис1991.
На попису становништва 1991. године, насељено место Ердовец је имало 223 становника, следећег националног састава:
| Попис 1991.‍ | Попис 1991.‍ | Попис 1991.‍ | Попис 1991.‍ | Попис 1991.‍ |
| ----------- | ----------- | ----------- | ----------- | ----------- |
|             |             |             |             |             |
| Хрвати      | Хрвати      |             | 222         | 99,55%      |
| непознато   | непознато   |             | 1           | 0,44%       |
| укупно: 223 |             |             |             |             |